# Algoritmo de Brandes
Em computação, o algoritmo de Brandes é um algoritmo utilizado para cálcular a intermediação de todos os vértices de um grafo sem pesos. Sua complexidade é {\displaystyle O(|V||E|)} em tempo e {\displaystyle O(|V|+|E|)} em espaço, aonde {\displaystyle V} é o conjunto de vértices e {\displaystyle E} o conjunto de arestas de um grafo {\displaystyle G}. Comparado a algoritmos anteriores que rodavam em tempo {\displaystyle O(|V|^{3})} ele permite o processamento de redes muito mais complexas do que antes possível.

## Algoritmo
```

  

    

      

        

          
C

          

            
b

          

        

        
←

        
0

        
,

        
v

        
∈

        
V

        
;

      

    

    
{\displaystyle C_{b}\leftarrow 0,v\in V;}

  

  

    

      

        

          
f

          
o

          
r

        

        
 

        
s

        
∈

        
V

        
 

        

          
d

          
o

        

      

    

    
{\displaystyle \mathbf {for} \ s\in V\ \mathbf {do} }

  

    

  

    

      

        
S

        
←

        

          

            
pilha vazia

          

        

        
;

      

    

    
{\displaystyle S\leftarrow {\mbox{pilha vazia}};}

  

    

  

    

      

        
P

        
[

        
w

        
]

        
←

        

          

            
lista vazia

          

        

        
,

        
w

        
∈

        
V

        
;

      

    

    
{\displaystyle P[w]\leftarrow {\mbox{lista vazia}},w\in V;}

  

    

  

    

      

        
σ

        
[

        
t

        
]

        
←

        
0

        
,

        
t

        
∈

        
V

        
;

        
σ

        
[

        
s

        
]

        
←

        
1

        
;

      

    

    
{\displaystyle \sigma [t]\leftarrow 0,t\in V;\sigma [s]\leftarrow 1;}

  

    

  

    

      

        
d

        
[

        
t

        
]

        
←

        
−

        
1

        
,

        
t

        
∈

        
V

        
;

        
d

        
[

        
s

        
]

        
←

        
0

        
;

      

    

    
{\displaystyle d[t]\leftarrow -1,t\in V;d[s]\leftarrow 0;}

  

    

  

    

      

        
Q

        
←

        

          

            
fila vazia

          

        

        
;

      

    

    
{\displaystyle Q\leftarrow {\mbox{fila vazia}};}

  

    

  

    

      

        
e

        
n

        
f

        
i

        
l

        
e

        
r

        
a

        
r

        
 

        
s

        
→

        
Q

        
;

      

    

    
{\displaystyle enfilerar\ s\rightarrow Q;}

  

    

  

    

      

        

          
w

          
h

          
i

          
l

          
e

        

        
 

        
Q

        
 

        
n

        
a

        
o

        
 

        
f

        
o

        
r

        
 

        
v

        
a

        
z

        
i

        
o

        
 

        

          
d

          
o

        

      

    

    
{\displaystyle \mathbf {while} \ Q\ nao\ for\ vazio\ \mathbf {do} }

  

        

  

    

      

        
d

        
e

        
s

        
e

        
n

        
f

        
i

        
l

        
e

        
r

        
a

        
r

        
 

        
v

        
←

        
Q

        
;

      

    

    
{\displaystyle desenfilerar\ v\leftarrow Q;}

  

        

  

    

      

        
p

        
u

        
s

        
h

        
 

        
v

        
→

        
S

        
;

      

    

    
{\displaystyle push\ v\rightarrow S;}

  

        

  

    

      

        

          
f

          
o

          
r

          
e

          
a

          
c

          
h

        

        
 

        
v

        
i

        
z

        
i

        
n

        
h

        
o

        
 

        
w

        
 

        
d

        
e

        
 

        
v

        
 

        

          
d

          
o

        

      

    

    
{\displaystyle \mathbf {foreach} \ vizinho\ w\ de\ v\ \mathbf {do} }

  

            

  

    

      

        

          
/

        

        

          
/

        

        
 

        
w

        
 

        
e

        
n

        
c

        
o

        
n

        
t

        
r

        
a

        
d

        
o

        
 

        
p

        
e

        
l

        
a

        
 

        
p

        
r

        
i

        
m

        
e

        
i

        
r

        
a

        
 

        
v

        
e

        
z

        
?

      

    

    
{\displaystyle //\ w\ encontrado\ pela\ primeira\ vez?}

  

            

  

    

      

        

          
i

          
f

        

        
 

        
d

        
[

        
w

        
]

        
<

        
0

        
 

        

          
t

          
h

          
e

          
n

        

      

    

    
{\displaystyle \mathbf {if} \ d[w]<0\ \mathbf {then} }

  

                

  

    

      

        
e

        
n

        
f

        
i

        
l

        
e

        
r

        
a

        
r

        
 

        
w

        
→

        
Q

        
;

      

    

    
{\displaystyle enfilerar\ w\rightarrow Q;}

  

                

  

    

      

        
d

        
[

        
w

        
]

        
←

        
d

        
[

        
v

        
]

        
+

        
1

        
;

      

    

    
{\displaystyle d[w]\leftarrow d[v]+1;}

  

            

  

    

      

        

          
e

          
n

          
d

        

      

    

    
{\displaystyle \mathbf {end} }

  

            

  

    

      

        

          
/

        

        

          
/

        

        
 

        
m

        
e

        
n

        
o

        
r

        
 

        
c

        
a

        
m

        
i

        
n

        
h

        
o

        
 

        
a

        
t

        
e

        
 

        
w

        
 

        
p

        
o

        
r

        
 

        
v

        
?

      

    

    
{\displaystyle //\ menor\ caminho\ ate\ w\ por\ v?}

  

            

  

    

      

        

          
i

          
f

        

        
 

        
d

        
[

        
w

        
]

        
=

        
d

        
[

        
v

        
]

        
+

        
1

        
 

        

          
t

          
h

          
e

          
n

        

      

    

    
{\displaystyle \mathbf {if} \ d[w]=d[v]+1\ \mathbf {then} }

  

                

  

    

      

        
σ

        
[

        
w

        
]

        
←

        
σ

        
[

        
w

        
]

        
+

        
σ

        
[

        
v

        
]

        
;

      

    

    
{\displaystyle \sigma [w]\leftarrow \sigma [w]+\sigma [v];}

  

                

  

    

      

        
a

        
d

        
i

        
c

        
i

        
o

        
n

        
a

        
r

        
v

        
→

        
P

        
[

        
w

        
]

        
;

      

    

    
{\displaystyle adicionarv\rightarrow P[w];}

  

            

  

    

      

        

          
e

          
n

          
d

        

      

    

    
{\displaystyle \mathbf {end} }

  

        

  

    

      

        

          
e

          
n

          
d

        

      

    

    
{\displaystyle \mathbf {end} }

  

    

  

    

      

        

          
e

          
n

          
d

        

      

    

    
{\displaystyle \mathbf {end} }

  

    

  

    

      

        
δ

        
[

        
v

        
]

        
←

        
0

        
,

        
v

        
∈

        
V

        
;

      

    

    
{\displaystyle \delta [v]\leftarrow 0,v\in V;}

  

    

  

    

      

        

          
/

        

        

          
/

        

        
 

        
S

        
 

        
r

        
e

        
t

        
o

        
r

        
n

        
a

        
 

        
o

        
s

        
 

        
v

        
e

        
r

        
t

        
i

        
c

        
e

        
s

        
 

        
e

        
m

        
 

        
o

        
r

        
d

        
e

        
m

        
 

        
n

        
a

        
o

        
−

        
c

        
r

        
e

        
s

        
c

        
e

        
n

        
t

        
e

        
 

        
d

        
a

        
 

        
d

        
i

        
s

        
t

        
a

        
n

        
c

        
i

        
a

        
 

        
a

        
 

        
p

        
a

        
r

        
t

        
i

        
r

        
 

        
d

        
e

        
 

        
s

      

    

    
{\displaystyle //\ S\ retorna\ os\ vertices\ em\ ordem\ nao-crescente\ da\ distancia\ a\ partir\ de\ s}

  

    

  

    

      

        

          
w

          
h

          
i

          
l

          
e

        

        
 

        
S

        
 

        
n

        
a

        
o

        
 

        
f

        
o

        
r

        
 

        
v

        
a

        
z

        
i

        
o

        
 

        

          
d

          
o

        

      

    

    
{\displaystyle \mathbf {while} \ S\ nao\ for\ vazio\ \mathbf {do} }

  

        

  

    

      

        
p

        
o

        
p

        
 

        
w

        
←

        
S

        
;

      

    

    
{\displaystyle pop\ w\leftarrow S;}

  

        

  

    

      

        

          
f

          
o

          
r

        

        
 

        
v

        
∈

        
P

        
[

        
w

        
]

        
 

        

          
d

          
o

        

        
 

        
δ

        
[

        
v

        
]

        
←

        
δ

        
[

        
v

        
]

        
+

        

          

            

              
σ

              
[

              
v

              
]

            

            

              
σ

              
[

              
w

              
]

            

          

        

        
⋅

        
(

        
1

        
+

        
δ

        
[

        
w

        
]

        
)

        
;

      

    

    
{\displaystyle \mathbf {for} \ v\in P[w]\ \mathbf {do} \ \delta [v]\leftarrow \delta [v]+{\frac {\sigma [v]}{\sigma [w]}}\cdot (1+\delta [w]);}

  

        

  

    

      

        

          
i

          
f

        

        
 

        
w

        
≠

        
s

        
 

        

          
t

          
h

          
e

          
n

        

        
 

        

          
C

          

            
b

          

        

        
[

        
w

        
]

        
←

        

          
C

          

            
b

          

        

        
[

        
w

        
]

        
+

        
δ

        
[

        
w

        
]

        
;

      

    

    
{\displaystyle \mathbf {if} \ w\neq s\ \mathbf {then} \ C_{b}[w]\leftarrow C_{b}[w]+\delta [w];}

  

    

  

    

      

        

          
e

          
n

          
d

        

      

    

    
{\displaystyle \mathbf {end} }

  

  

    

      

        

          
e

          
n

          
d

        

      

    

    
{\displaystyle \mathbf {end} }

  

```